# Limenitis hydaspes
Limenitis hydaspes är en fjärilsart som beskrevs av Moore 1874. Limenitis hydaspes ingår i släktet Limenitis och familjen praktfjärilar. Inga underarter finns listade i Catalogue of Life.